# Kompleks startowy nr 1 kosmodromu Bajkonur
Kompleks startowy nr 1 (ros. Площадка №1) – rosyjski (dawniej radziecki) kompleks startowy w kosmodromie Bajkonur (Kazachstan) przeznaczony dla rakiet wykorzystywanych w programie Sojuz. Był on wcześniej wykorzystywany przez pociski R-7, rakiety Mołnia i rakiety Wostok. Kompleks jest nieoficjalnie nazywany również wyrzutnią Gagarina (ros. Гагаринский старт; wym. "Gagarińskij start"), ponieważ wystartował z niego Jurij Gagarin na pokładzie statku Wostok 1.
Wyrzutnia powstała w roku 1956 w celu testowania i wystrzału pocisków R-7. Start satelity Sputnik 1 z 1957 również odbył się na tej wyrzutni. Oprócz wystrzeliwania statków Wostok, Woschod, Sojuz i Progress wyrzutnia była wykorzystywana w celu wynoszenia w przestrzeń kosmiczną sond programów Łuna, Mars, Wenera i satelitów serii Kosmos.
W 1983 roku wyrzutnia została doszczętnie zniszczona przez eksplozję rakiety Sojuz U, która miała wynieść na orbitę statek Sojuz T-10-1. Kosmonauci znajdujący się w statku zostali uratowani przez system ratunkowy. Wyrzutnię reaktywowano podczas startu pojazdu Sojuz T-13 w 1985 r. Przez 2 lata remontu wyrzutni wszystkie rakiety Sojuz (nawet przeznaczone dla lotów załogowych) startowały z  Kompleksu nr 31, przeznaczonego głównie dla lotów bezzałogowych.